# Фэн, Джордж
Джордж Фэн (род. 1978) — американский геймдизайнер, который в настоящее время работает креативным директором All Yes Good. Он известен разработкой Plants vs. Zombies (2009 г.) во время работы в PopCap Games, а также разработкой Insaniquarium (2001 г.) и Octogeddon (2018 г.). Прежде чем заняться гейм-дизайном, Фан окончил Калифорнийский университет в Беркли в 2000 году со степенью в области информатики. После окончания учёбы он работал в Arcade Planet над разработкой игр для их веб-сайта Prizegames.com. В конце концов он основал Flying Bear Entertainment и создал Insaniquarium, который стал финалистом Independent Games Festival 2002 года. Затем он присоединился к Blizzard Entertainment и работал там, одновременно разрабатывая Insaniquarium для PopCap Games, выпустив издание «Deluxe» в 2004 году.
Фэн покинул Blizzard и занялся разработкой Plants vs. Zombies. Он стал штатным сотрудником PopCap, и Фэну предоставили команду. После выпуска в 2009 году она стала самой продаваемой игрой, разработанной PopCap. EA купила PopCap Games в 2011 году, а Фэн был уволен после закрытия его студии в 2012 году. Фэн начал разработку Octogeddon и представил его на конкурсе Ludum Dare 2012 года. Фэн вместе с Ричем Вернером и Куртом Пфеффером сформировал компанию-разработчик под названием All Yes Good и продолжал разработку Octogeddon, прежде чем выпустить его в 2018 году.

## Ранние годы и образование
Джордж Фэн родился в 1978 году. Фан вырос со своим братом и жил с отцом. Фэн учился в Калифорнийском университете в Беркли и получил степень в области информатики в 2000 году.

## Карьера

### Начало карьеры
Сначала Фэн работал создателем Java видеоигр для портала онлайн-игр Prizegames.com, созданного компанией Arcade Planet. Фэн описывает веб-сайт как «онлайн-версию Chuck E. Cheese». Первой видеоигрой, которую он разработал, была игра-головоломка Wrath of the Gopher, выпущенная в 2001 году. Фэн рассказал Крису Картеру, главному редактору Destructoid, что перед созданием Wrath of the Gopher он не был уверен, сможет ли он стать геймдизайнером.
Flying Bear Entertainment, Insaniquarium, и Blizzard Entertainment
Изучая Java-игры, Фэн открыл для себя PopCap Games и заинтересовался их библиотекой игр. В 2001 году Фэн и Тайсен Хендерсон основали Flying Bear Entertainment в Калифорнии, чтобы работать над проектом видеоигры с виртуальными питомцами под названием FishTank. Фэн хотел создать игру, «в которую легко войти, но которая раскрывается во что-то гораздо более глубокое». Flying Bear Entertainment опубликовала её 31 августа 2001 года в виде бесплатной онлайн-игры на основе Java под названием Insaniquarium. Фэн представил игру на Independent Games Festival 2002 года, на котором она стала финалистом. На стенде финалистов на Game Developers Conference 2002 (GDC 2002) PopCap Games предложила фанатам помощь в превращении Insaniquarium в более крупную загружаемую игру. Insaniquarium победил в категории «Инновации в игровом дизайне».
В то время Фэн искал работу в Blizzard Entertainment. Blizzard позволила Фэну работать над Insaniquarium в перерывах между работой с ними. Поскольку в то время он был внештатным дизайнером видеоигр, Фэн был вынужден выполнять большую часть программирования и дизайна Insaniquarium, а также сочинять часть музыки. С PopCap Games в качестве издателя Insaniquarium был выпущен в 2004 году для ПК под названием Insaniquarium: Deluxe и имел успех у критиков и финансовый успех. К апрелю 2006 г. было продано 20 миллионов копий игры на ПК, и она была выпущена для мобильных телефонов компанией Glu Mobile в США 13 апреля 2006 г. и в Европе 29 июня 2006 г. Игра также была выпущена для смартфонов с Palm OS, телефонов Windows Mobile и карманных персональных компьютеров 6 августа 2008 г.
Фэн проработал в Blizzard два с половиной года. Ему было поручено программировать ИИ и создавать врагов для Diablo III. Вскоре после выхода Insaniquarium Фэн понял, что он больше дизайнер, чем программист. Фэн пытался стать дизайнером в Blizzard, но ему было трудно убедить других сотрудников в своих идеях, что привело его к выводу, что он предпочитает работать в небольших командах.

### PopCap Games и Plants vs. Zombies
Фэн покинул Blizzard, чтобы на год стать независимым геймдизайнером. В конце концов Фэн вдохновился модами Insaniquarium и Warcraft III на создание новой игры. Фэн подумал о создании ориентированной на защиту версии Insaniquarium для Nintendo DS с использованием её двойного экрана. Однако после того, как он поиграл в моды Tower Defense Warcraft III, он задался вопросом, могут ли растения быть хорошими оборонительными сооружениями. Фэн хотел привнести новые концепции в жанр Tower Defense и обнаружил, что враги игнорируют защитные сооружения неинтуитивно, что привело к использованию линий. Враги, хотя изначально планировалось, что они будут пришельцами из Insaniquarium, стали зомби, чтобы сделать игру отличной от других игр о растениях. Рабочее название — Weedlings. После того, как враги были заменены с инопланетян на зомби, игра была переименована в Plants vs. Zombies.
Изначально Фэн работал над Plants vs. Zombies самостоятельно. Он стал штатным сотрудником PopCap Games после того, как они убедили его, что присоединение к ним поможет ему сделать лучшую игру. PopCap собрал для Фэна с команду, состоящую из Тода Семпла, Рича Вернера и Лауры Шигихары, каждый из которых исполнял роли программиста, художника и композитора соответственно. На создание Plants vs. Zombies ушло три с половиной года. Помимо Insaniquarium и Warcraft III, на Plants vs. Zombies повлияли аркадная игра Tapper, карточная игра Magic: the Gathering и фильм Swiss Family Robinson. Важнейшим аспектом разработки было создание баланса между казуальной и хардкорной игрой.
Plants vs. Zombies была выпущена 5 мая 2009 года для ПК и Mac OS X. Игра получила положительные отзывы критиков, получив общую оценку 87/100 на Metacritic. Она быстро стала самой продаваемой видеоигрой, разработанной PopCap Games.
 Джеймс Гверцман, вице-президент азиатско-тихоокеанского подразделения PopCap, сообщил на презентации на GDC China 2010, что на международном уровне было продано 1,5 миллиона копий игры. Plants vs. Zombies была перенесена на различные платформы, включая iOS, Xbox 360 и Nintendo DS.
Были и другие проекты, разработанные Фэном для PopCap, которые были либо отменены, либо не анонсированы. Одной из них была ролевая видеоигра под названием Yeti Train, которая, по слухам, должна была стать новой франшизой после того, как в 2009 году компания PopCap подала заявку на регистрацию товарного знака, хотя в марте 2011 года Дэвид Робертс, генеральный директор PopCap, отрицал все слухи о планах по выпуску новых франшиз. Другой игрой в разработке была Full Contact Bingo.
12 июля 2011 года PopCap и её активы были куплены Electronic Arts (EA) за 750 миллионов долларов. EA представляла Plants vs. Zombies как крупную франшизу, а в сиквеле использовалась модель freemium, в результате чего Фэн потерял интерес к Plants vs. Zombies. По словам Джейсона Шрайера из Kotaku, когда EA направила PopCap на создание бесплатных игр с транзакциями, «Фэн больше не подходил». В августе 2012 года 50 сотрудников либо уволились, либо были уволены после закрытия студий PopCap в Сиэтле, Дублине, Шанхае, и Сан-Матео, где в то время работал Фэн. Фэн был уволен в это время после нескольких месяцев обсуждения со стороны руководства PopCap. Ходивший слух о том, что Фан был уволен из-за его несогласия с моделью фримиум EA, был основан на заявлении Эдмунда Макмиллена, создателя The Binding of Isaac и Super Meat Boy. Джордж Фэн отказался публично комментировать правдивость этой истории.

### All Yes Good и Octogeddon
После увольнения Фэн создал аркадную экшен видеоигру Octogeddon для конкурса Ludum Dare 2012 года, конкурса, в котором разработчики должны создать игру за 48 часов в рамках определённой темы. Темой 2012 года была «эволюция»; Фан разработал Octogeddon, чтобы соответствовать этой теме, заставив осьминога со временем получить вооруженные конечности. Игра была встречена на конкурсе положительно, что вдохновило Фэна на дальнейшую работу над игрой. Он основал независимую компанию по производству видеоигр All Yes Good вместе с Ричем Вернером — художником Plants vs. Zombies — и Кертом Пфеффером — программистом порта Plants vs. Zombies для Xbox 360. All Yes Good разрабатывала Octogeddon следующие четыре года.
Фан был дизайнером, Вернер — художником, а Пфеффер — программистом Octogeddon. Джимми Хинсон сделал саундтрек. Octogeddon был выпущен 8 февраля 2018 года в Steam. Игра была встречена положительно, получив оценку 82/100 на Metacritic. Она также была перенесен на Nintendo Switch 16 мая 2019 года. В настоящее время Фэн числится креативным директором All Yes Good.

## Личная жизнь
Фэн живёт в Калифорнии; во время разработки Plants vs. Zombies офис базировался в Сан-Франциско; до увольнения работал в студии PopCap Games в Сан-Матео; офис All Yes Good в настоящее время базируется в Редвуд-Шорс. Его девушка — Лаура Шигихара, композитор Plants vs. Zombies. Увлечения Фэна включают игру в Magic: The Gathering и сборку Lego. Он разработал карту Genesis Hydra для Magic: The Gathering Magic 2015.

## Работы
| Игра                | Дата выхода     | Жанр                        | Должность                         | Разработчик               | Издатель               | Прим.               |
| ------------------- | --------------- | --------------------------- | --------------------------------- | ------------------------- | ---------------------- | ------------------- |
| Wrath of the Gopher | 2001            | Головоломка                 | дизайнер                          | Arcade Planet             | Arcade Planet          | [ 4 ] [ 6 ] [ 7 ]   |
| Insaniquarium       | 31 августа 2001 | Виртуальный питомец         | дизайнер, программист, композитор | Flying Bear Entertainment | PopCap Games           | [ 7 ] [ 12 ] [ 47 ] |
| Plants vs. Zombies  | 5 мая 2009      | Tower defense               | дизайнер                          | PopCap Games              | PopCap Games           | [ 48 ] [ 49 ]       |
| Diablo III          | 15 мая 2012     | Action/RPG                  | программист ИИ, дизайнер врагов   | Blizzard Entertainment    | Blizzard Entertainment | [ 6 ] [ 50 ]        |
| Octogeddon          | 8 февраля 2018  | Экшен игра в аркадном стиле | дизайнер                          | All Yes Good              | All Yes Good           | [ 37 ] [ 51 ]       |

## Комментарии
1. ↑  В руководстве Insaniquarium датой выхода указано 1 сентября 2004 года[12], но официальный сайт Flying Bear Entertainment анонсировал выпуск Insaniquarium на Microsoft Windows 30 августа 2004 года, а для Mac OS X 16 октября 2004 года.[7]
2. ↑  Издание «Deluxe» было выпущено в 2004 году[7][12].
3. ↑  Flying Bear Entertainment была издателем до участия PopCap Games после GDC 2002[9].
4. ↑  Несмотря на то, что игра была выпущена в 2012 году[50], Фэн работал в Blizzard только с 2002 по 2004 год[9].